# Osiek (Olkusz)
Pour les articles homonymes, voir Osiek.
Osiek est une localité polonaise de la gmina et du powiat d'Olkusz en voïvodie de Petite-Pologne.